# Жорж Морель
Жорж Морель (фр. Georges Morel, 11 липня 1938 — 21 листопада 2004) — французький академічний веслувальник.
Срібний призер Олімпійських Ігор 1964 року в складі розпашної двійки зі стерновим.
Срібний призер Чемпіонату світу 1966 року в складі розпашної двійки зі стерновим, бронзовий призер 1962 року в складі вісімки.